# Ален Халилович
Ален Халилович (на хърватски: Alen Halilović) е хърватски футболист, който играе като атакуващ полузащитник. Роден е на 18 юни 1996 година. Той е най-младият голмайстор в първа дивизия и най-младият дебютант в хърватския национален отбор. Считан е за един от най-големите млади таланти на Европейския футбол.

## Клубна кариера

### Динамо Загреб
На 27 септември 2012 г., Ален прави дебюта си за първия отбор на Динамо при победата с 3 – 1 над вечния съперник Хайдук Сплит, като се появява в игра за последните десет минути на мача. Това го прави най-младият дебютант в историята на Динамо Загреб, на възраст 16 години и 101 дни. В следващия кръг в мача срещу Славен Белупо отново се появява като резерва и вкарва последния гол при победата с 4 – 1. Това го прави най-младият голмайстор в Първа дивизия, когато е на 16 години и 112 дни. Така той подобрява рекорда на бившия си съотборник Матео Ковачич. През ноември 2012, той вкарва втория си гол за Динамо при победата с 5 – 0 срещу НК Задар. В първия си професионален сезон с Динамо Загреб той успява да участва и Шампионската лига. На 24 октомври 2012, Халилович прави дебюта си в ШЛ срещу Пари Сен Жермен на стадион Максимир. Така той става най-младият играч на клуба играл някога в турнира и вторият най-млад в историята на Шампионската лига.
На 26 февруари 2014 г., при гостуването на Риека Динамо губи в резултата с 2 – 0, но Халилович вкарва два чудесни гола и помага на отбора си да спечели точка при това трудно гостуване.алилович вече е национал на Хърватия и има 3 мача за страната си, въпреки че е само на 17 години. Играе като атакуващ полузащитник и още през миналия сезон започна кариерата си в първия отбор на Динамо (Загреб) записвайки участие и в Шампионската лига.

### Барселона
На 27 февруари 2014 г., Ален Халилович съобщава в личния си профил в Инстаграм, че напуска Динамо Загреб и ще се присъедини към отбора на Барселона от следващия сезон. След като самият футболист потвърждава новината, треньорът на Барса Тата Мартино също го прави като допълва, че отначало младият футболист ще играе във втория отбор на каталунците – Барселона Б. Освен треньора, новината потвърждава и бащата на Халилович – Сеад Халилович, като казва, че цялото семейство ще се премести да живее в Барселона.

## Международна кариера
Ален Халилович е хърватски национал. През март 2013, той е член на националния отбор на Хъратия до 17 години и се класира за Европейското първенство за младежи в Словакия.

## Статистика
| Отбор         | Сезон       | Първенство | Първенство | Купа   | Купа   | Европа | Европа | Общо   | Общо   |
| Отбор         | Сезон       | Мачове     | Голове     | Мачове | Голове | Мачове | Голове | Мачове | Голове |
| ------------- | ----------- | ---------- | ---------- | ------ | ------ | ------ | ------ | ------ | ------ |
| Динамо Загреб | 2012 – 2013 | 18         | 2          | 0      | 0      | 3      | 0      | 21     | 2      |
| Динамо Загреб | 2013 – 2014 | 16         | 2          | 3      | 1      | 8      | 0      | 27     | 3      |
| Общо          | Общо        | 34         | 4          | 3      | 1      | 11     | 0      | 48     | 5      |